# Panoramio
O Panoramio foi um serviço do Google em que era possivel armazenar e compartilhar fotografias através da internet, anexadas a mapas e localizações dos lugares onde foram tiradas. As fotos passavam por uma avaliação e em seguida eram integradas ao Google Mapas e Google Earth, sendo que fotos de pessoas (mesmo quando integradas à paisagem) e fotos comerciais não eram relacionadas.
O objetivo do Panoramio era permitir aos usuários deste programa aprender mais sobre uma parte específica de um mapa, observando as fotografias tiradas por outros usuários naquele local.

## História
O Panoramio foi inaugurado em 3 de outubro de 2005 pelos espanhóis Joaquín Cuenca Abela e Eduardo Manchón Aguilar, de Cox e Callosa de Segura respectivamente. Em março de 2007, chegou-se à marca de 1 milhão de uploads de fotos feitas pelos usuários. Três meses depois, em 27 de junho, a quantidade de imagens chegou a 2 milhões. No fim de outubro de 2008 as fotografias alcançaram a marca de 5 milhões.
Em 30 de maio de 2007 a empresa Google anunciou que planejava adquirir o Panoramio. A negociação chegou a seu fim em julho do mesmo ano, quando o Panoramio aceitou a oferta do Google.
Em 4 de novembro de 2016, o serviço foi encerrado, substituído pelo Google Mapas.

## Busca de fotos
Além de visualizar as fotos pelo Google Mapas e Google Earth, era possível procurá-las por tags, lugares e pelo mapa-múndi.